# Owrūn
Owrūn (persiska: لورون, اورون, Lūrūn, لُّرُّن, لُرون, لُورون) är en ort i Iran.   Den ligger i provinsen Ardabil, i den nordvästra delen av landet, 400 km nordväst om huvudstaden Teheran. Owrūn ligger 1 424 meter över havet och antalet invånare är 127.
Terrängen runt Owrūn är platt åt sydväst, men åt nordost är den kuperad. Runt Owrūn är det ganska tätbefolkat, med 139 invånare per kvadratkilometer. Närmaste större samhälle är Namīn, 16,8 km öster om Owrūn. Trakten runt Owrūn består i huvudsak av gräsmarker.